# Antónis Samarás
Pour les articles homonymes, voir Samaras.
Antónis Samarás (en grec moderne : Αντώνης Σαμαράς), né le 23 mai 1951 à Athènes, est un homme politique grec, Premier ministre de 2012 à 2015.
Membre du parti Nouvelle Démocratie (ND), il siège au Parlement dès 1977. Plusieurs fois ministre à partir de 1989, il provoque la chute du gouvernement de Konstantínos Mitsotákis en 1993, puis fonde le Printemps politique (POLAN) tout en ayant par la suite un rôle assez secondaire.
À la suite de la dissolution du POLAN en 2004, il s'engage de nouveau sous les couleurs de ND, dont il devient le président dans la foulée de la défaite du parti aux élections législatives de 2009. 
Après avoir dirigé l'opposition parlementaire pendant près de trois ans, il devient Premier ministre dans la foulée de la victoire relative des conservateurs aux élections législatives de juin 2012 et prend la tête d'un gouvernement de large entente. Dans la continuité de ses prédécesseurs, il mène une sévère politique d'austérité et démantèle notamment le groupe audiovisuel public grec.
Alors qu'il est contraint d'organiser des élections législatives anticipées  qui sont remportées par la gauche radicale en 2015, il quitte le pouvoir et dirige brièvement l'opposition parlementaire.
Ses critiques répétées contre la politique étrangère du gouvernement de Kyriákos Mitsotákis lui valent d'être exclu de ND en 2024. Il siège ensuite parmi les députés indépendants du Parlement.

## Biographie

### Éducation
Antónis Samarás commence ses études au sein de l’Athens College, un établissement privé d'enseignement supérieur fondé par son arrière-grand-père maternel Stéphanos Deltas (son arrière-grand-mère était donc Pénélope Delta) et le beau-père de celui-ci, Emmanuel Benákis. Il obtient sa licence d'économie au Amherst College en 1974 et son master dans la même matière à Harvard en 1976.

### Une lente ascension politique
Élu du parti Néa Dimokratía (Nouvelle Démocratie) au Parlement hellénique pour la Messénie dès 1977, il doit attendre 1989 pour être nommé ministre des Affaires étrangères dans le gouvernement transitoire de Xenophón Zolótas, fonction dont il démissionne, avec l'ensemble des ministres de centre droit, le 16 février 1990.
Il retrouve ce portefeuille deux mois plus tard, le nouveau Premier ministre, Konstantínos Mitsotákis, issu de la Nouvelle Démocratie, l'ayant nommé dans son gouvernement.

### Le Printemps politique
En 1992, il est démis de ses fonctions pour avoir proposé une ligne dure dans le débat autour du nom de la Macédoine. Il quitte alors la Néa Dimokratía et fonde son propre parti, le Printemps politique (en grec moderne : Πολιτική Άνοιξη), plus à droite. Au début du mois de septembre 1993, il retire son appui au gouvernement, ce qui — combiné à d'autres défections au sein de la ND — provoque la chute de Mitsotákis et la tenue de nouvelles élections.
Le Printemps politique obtient 4,9 % des voix et dix députés en 1993 puis 8,7 % et deux sièges aux élections européennes de 1994. Avec moins de 3 % en 1996, il n'obtient aucun élu, tout comme aux élections européennes de 1999.
Le mouvement ne participe pas aux élections législatives de 2000 et Samarás se rapproche de la Néa Dimokratía, qu'il finit par rejoindre en 2004, année durant laquelle il est élu au Parlement européen. En janvier 2009, il est désigné ministre de la Culture du gouvernement Karamanlís II. À ce titre, il inaugure le nouveau musée de l'Acropole d'Athènes.

### Chef de l'opposition (2009-2012)
Après la défaite électorale de son parti aux élections législatives de 2009 et la démission de Konstantínos Karamanlís, Antónis Samarás s'engage dans la bataille pour s'emparer de la direction de la Nouvelle Démocratie. Il entre en compétition contre Dóra Bakoyánni, ex-ministre des Affaires étrangères, Dimítris Avramópoulos, ex-ministre de la Santé, et le préfet de Thessalonique, Panayiótis Psomiádis (el).
Si Dóra Bakoyánni demeure longtemps favorite, le désistement d'Avramópoulos en faveur de Samarás, le 10 novembre 2009 fait définitivement pencher la balance en sa faveur. Le 30 novembre 2009, lors d'élections faisant appel à tous les militants du parti, il est élu à la tête de la Nouvelle Démocratie avec 50,18 % des suffrages (soit 272 250 voix) contre 39,76 % à Dóra Bakoyánni (215 724 voix) et 10,06 % (54 587 voix) à Panayiótis Psomiádis.
À la suite de son élection, il annonce sa volonté de procéder à une grande refonte institutionnelle et idéologique du parti afin de revenir au pouvoir.

### Premier ministre (2012-2015)

#### Un gouvernement d'union nationale

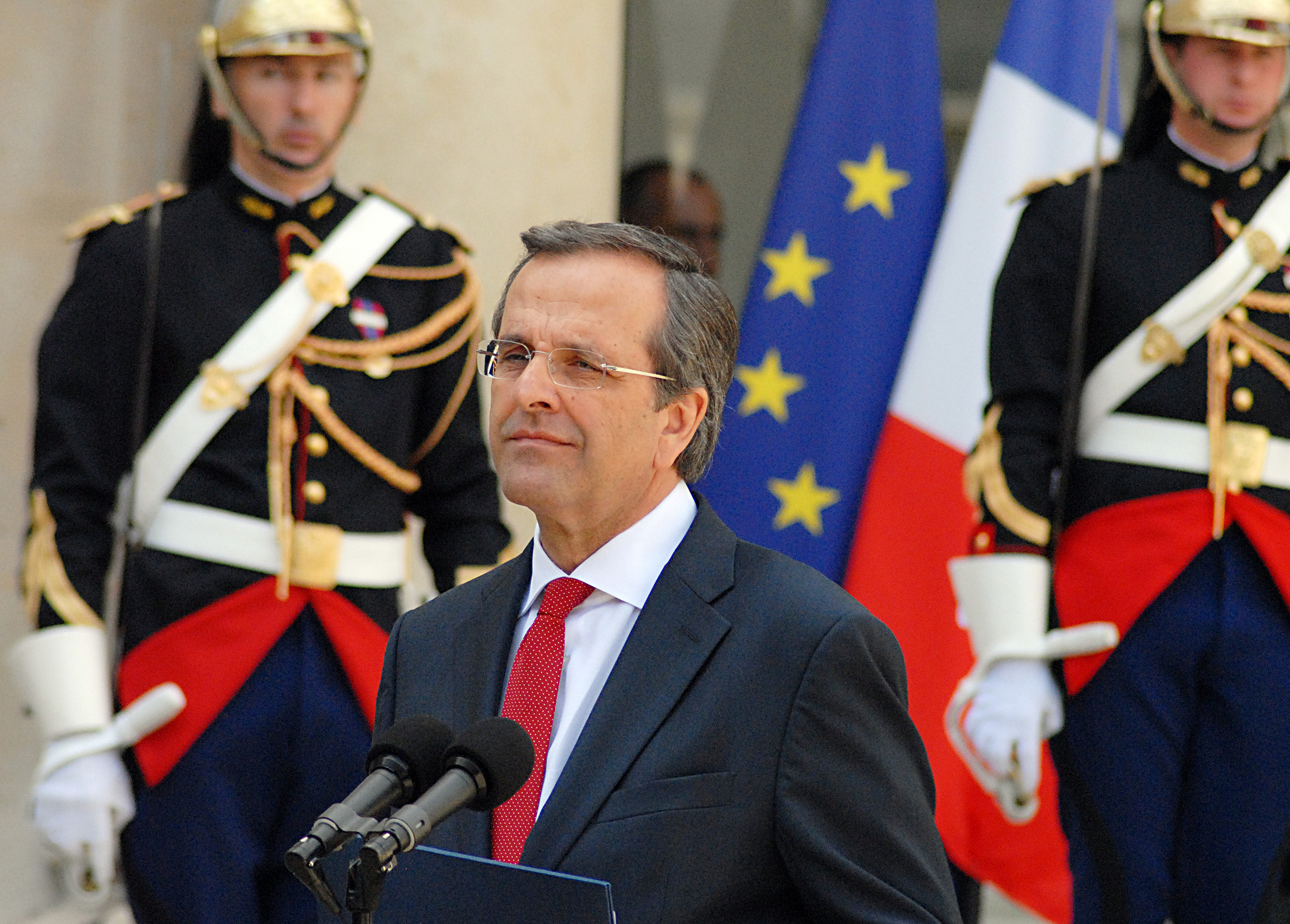
Samarás reçu à l'Élysée en août 2012.

Lors des élections législatives du 17 juin 2012, son parti remporte une majorité relative en obtenant 129 des 300 sièges du Parlement et forme un gouvernement d'union nationale avec le PASOK et la Gauche démocratique. Le 20 juin, Antónis Samarás devient Premier ministre et prête serment devant le président de la République hellénique, Károlos Papoúlias,. Le nouveau gouvernement doit pourtant être remanié une première fois, à la suite de la démission du ministre des Finances, Vassílis Rápanos, celui-ci ayant refusé ses fonctions, officiellement, pour des raisons de santé ; c'est finalement l'économiste Ioánnis Stournáras qui se voit confier le portefeuille des Finances. Le 29 juin suivant, Samarás manifeste son soutien à l'élection d'Evángelos Meïmarákis à la présidence du Parlement grec.
Le 9 juillet, après un discours prononcé par le Premier ministre présentant la politique qu'il compte mettre en œuvre, le gouvernement Samarás obtient la confiance de 179 députés sur 300.

#### La crise de l'ERT
Un an plus tard, le petit parti de gauche DIMAR, quitte la coalition, de sorte à signifier son désaccord quant à la fermeture de l'audiovisuel public, l'ERT. Les deux ministres de centre-gauche sont remplacés par deux socialistes, dont le président du PASOK, Evángelos Venizélos, nommé vice-Premier ministre, chargé du portefeuille des Affaires étrangères. À l'issue de cette crise interne, le Premier ministre et son gouvernement disposent alors de 153 sièges sur 300.

#### Un nouveau remaniement
Il procède à un nouveau remaniement le 9 juin 2014, à la suite des élections européennes du 25 mai qui ont vu le parti de la gauche radicale SYRIZA virer en tête avec une nette avance sur la ND. Ainsi, l'ancien ministre socialiste de l'Emploi Andréas Lovérdos, qui a fondé l'Accord pour une nouvelle Grèce (el) (SNE), revient au gouvernement en tant que ministre de l'Éducation ; Ioánnis Stournáras est remplacé par l'économiste Gikas Hardouvelis ; six autres personnalités sont nommées, tandis que le ministre de l'Ordre public Nikos Dendias devient ministre de l'Économie.

#### L'élection présidentielle anticipée
Le 9 décembre 2014, après avoir annonce la convocation d'une élection présidentielle anticipée, Antónis Samarás annonce le soutien de la coalition gouvernementale à l'ancien commissaire européen Stávros Dímas. Si au troisième tour de ce scrutin aucun candidat n'est élu, des élections législatives anticipées seront provoquées, d'où l'enjeu d'un tel scrutin. Nombreux sont les analystes qui prétendent qu'en anticipant l'élection du successeur de Károlos Papoúlias, le Premier ministre a voulu gagner, puisque le parti de gauche radicale SYRIZA, résolument opposée à la politique d'austérité, est présenté comme le favori d'un éventuel scrutin parlementaire anticipé.
Le 17 décembre, au premier tour de scrutin, le candidat de la coalition gouvernementale, par ailleurs seul candidat à cette élection présidentielle, n'a recueilli que 160 voix, résultat largement insuffisant pour l'emporter à l'issue de ce premier tour, puisque 200 voix étaient requises pour l'élection,. Le second tour, qui se tient le 23 décembre, n'est pas plus fructueux, puisque avec 168 voix, Dímas n'est pas encore élu chef de l'État.
Le troisième tour du scrutin ne donne toujours pas la majorité à Stavros Dímas. Antónis Samarás provoque alors des élections législatives anticipées.

### Dans l'opposition (2015)
Les élections législatives grecques de janvier 2015 voient la victoire de la SYRIZA. Antónis Samarás est élu député sur la liste de la Nouvelle Démocratie dans la circonscription de la Magnésie. Le 26 janvier, Aléxis Tsípras est nommé Premier ministre. Antónis Samarás reste chef de l'opposition parlementaire.
Au soir du 5 juillet 2015, prenant acte de la victoire du non au référendum sur le projet d'accord avec les créanciers de la Grèce, il démissionne de la présidence de son parti.
Il est soupçonné d'avoir été l'un des bénéficiaires des pots-de-vin versés par le groupe pharmaceutique Novartis afin d’augmenter les ventes de ses médicaments en Grèce.

## Vie privée
Marié, il est père de deux enfants.